# Binga (isqueiro)
Imco, no Brasil conhecido como Binga é um antigo isqueiro de propriedade recarregável. Possui um armazenamento com algodão ou outro material absorvente onde se aloja o combustível, que pode ser fluido normal de isqueiro, ou qualquer outro material líquido combustível como álcool ou gasolina. O fogo é gerado a partir da faísca gerada do atrito do rolo com a pedra, que situa-se internamente e também pode a pedra ser trocada se muito desgastada. De origem Austríaca, foi bastante utilizado na segunda guerra mundial, enquanto os aliados já utilizavam os famosos zippo.
Na região nordeste do Estado de São Paulo, vizinha do Sul de Minas, há uma castanha, conhecida popularmente como binga de macaco, cuja casca era utilizada para armazenar trapos de panos de algodão para confecção da binga. Essa castanha, trata-se do fruto do Jequitibá rosa. Recebeu esse nome popular, nessa região, devido suas sementes serem muito apreciadas por macacos. 
A verdadeira binga era usada no Brasil desde os bandeirantes, era um tubo feito de cipó imbé outro, tinha duas tampas, e dentro desse tubo se colocava um material semi queimado, de preferência um material das folhas de coqueiro tipo lã, que se tostava deixando-o em condições de pegar fogo facilmente, aí se tinha uma pedra, chamada de pedra de fogo, e a melhor era a figo de galinha, então com o tubo carregado com os resíduos queimantes se colocava a pedra de fogo na borda do tubo (binga) e com uma lâmina de aço que se chama fuzil, bate na pedra tipo fricção e então sai aquelas faíscas de fogo que encontram o material semi queimada dentro da binga e as faíscas acendem o chumaço e em seguida se assopra com algum raminho seco dentro da binga em brasa eis que surge a labareda, e está pronto o fogo.